# 中正號船塢登陸艦
中正號船塢登陸艦原為美國海軍的阿什蘭級船塢登陸艦的懷特馬什號(LSD-8)，以弗吉尼亚州怀特马什命名，这里是沃爾特·里德1851-1902 年）的出生地。

## 船艦歷史

### 中華民國海軍
1960年11月17日，懷特馬什號（LSD-8）移交給中華民國海軍，初命名為「東海號」（LSD-191），象徵「福如東海」之意，以慶祝時任總統蔣中正的壽辰。
1975年，為紀念蔣中正總統逝世，該艦改名為「中正號」。1985年，該艦退役，其艦名和舷號被分配給前「康斯托克號」船塢登陸艦。
2015年6月30日，該艦被爆破沉放於屏東縣車城鄉海口村海域，成為人工魚礁。

### 美國海軍
1943 年 4 月 7 日，摩尔干船坞公司在加利福尼亚州奥克兰建造了“懷特馬什號”。于 1943 年 7 月 19 日发起，由夫人发起。威廉·C·怀斯 (William C. Wise)，上校的妻子。怀斯，美国海军陆战队；并于 1944 年 1 月 29 日服役。
入役后，这艘船坞登陆舰从旧金山到莫罗湾两次航行，将两批LCM运送到莫罗湾的船坞，然后前往圣地亚哥进行试航。她完成了培训并于 3 月 15 日返回旧金山。 23日，这艘载着登陆艇和乘客的船驶向夏威夷。她于3月30日抵达瓦胡岛，并到太平洋舰队第五两栖部队报到。 3月31日至4月15日期间，她进行了一次往返旧金山并返回珍珠港的航行。从那时起一直到5月下旬，她进行了两栖演习，为马里亚纳战役做准备。
29日，“懷特馬什號”與第52.15特混艦隊（TG 52.15），前往塞班岛。途中在埃尼威托克停留后，她和她的特遣部队于 6 月 15 日黎明前抵达马里亚纳群岛。当天早上晚些时候，“懷特馬什號”和她的同伴舰艇让海军陆战队第二师和第四师的部队登陆，登陆继续进行。在对塞班岛进行初步攻击后，这艘船坞登陆舰开始对受损登陆艇进行为期一周的例行维修任务，然后离开马里亚纳群岛返回美国。
该船在途中经停珍珠港后，于 7 月 11 日进入旧金山。航程修复后，她装载了货物和乘客；启程前往夏威夷； 7月28日返回欧胡岛；并一直留在那里直到8月12日，为入侵帕劳群岛做准备。她装载坦克并登上陆军第 710 坦克营的部队，並與 TG 23.4 一起於 8 月 12日離開珍珠港。“懷特馬什號”通過瓜达尔卡纳尔岛進行兩棲排練，於 9 月 16 日抵達达安加尔附近，第710坦克營下船後，再次開始對受損登陸艇的修復工作。 9月21日，她离开帕劳前往西加罗林群岛。乌利西环礁被占领后，9月23日至25日，她离开该环礁前往新几内亚。
她于9月28日抵达霍兰迪亚并到第七两栖部队报到。第二天，她返回海上，前往位于新几内亚北部海岸更远的芬什哈芬，与新不列颠岛相对。该船在芬什港装船、装载货物后继续航行，并于 10 月 2 日抵达马努斯岛。在那里，她为战争中的第三次两栖登陆入侵菲律宾做准备。
12 日，她作為 TG 78.2 的一支部隊離開馬努斯，並設定航線前往莱特岛聖佩德羅灣。10 月 20 日，即首次登陆莱特岛的的當天，“懷特馬什號” ( White Marsh)在那裡下船並卸下了貨物，並於當天下午離開該島前往新幾內亞。船塢登陸艦於10月24日抵達霍蘭迪亞，裝載部隊，然後於29日駛往比亞克島。在比亞克，她搭載了更多士兵和一些貨物，然後於 31 日返回菲律賓。她於11月5日抵達杜拉格萊特島，乘客下船、卸貨，並於6日離開該島。
十一月和十二月期间，“懷特馬什號”继续在新几内亚和莱特岛之间进行增援和补给航行，以支持解放菲律宾南部的战役。 12月底，当她抵达新几内亚的艾塔佩，为入侵吕宋岛做准备时，这一例行工作就结束了。
她於 12 月 28 日離開艾塔佩，與 TG 78.1 部隊一起前往吕宋岛北部。她于 1 月 8 日至 9 日夜间抵达林加延附近，并于第二天早上卸下了用于袭击的部队和货物。随后，她再次短暂担任登陆艇维修船，但于 10 日离开林加延湾。前往怀特莱特岛的途中“懷特馬什號”的部队遭受了神风特攻队的袭击，造成杜佩奇號上的嚴重損壞和大量人員傷亡。
然而，這艘船塢登陸艦於 1 月 13 日毫髮無傷地抵達萊特島，但很快作為 TG 78.2 的一部分返回海上，前往瓦克德岛。她於 1 月 17 日抵達那裡，裝載了前往呂宋島的部隊和裝備。她於 19 日離開瓦克德，並設定航線前往林加延。途中，她的部隊再次遭到空襲，一架中岛 B5N “凯特”鱼雷轰炸机成功用魚雷擊中了沙德維爾號。襲擊期間，“懷特馬什號”的高射砲連隊與艦隊一起擊落了敵方飛行員。1 月 27 日，她返回林加延灣並開始登陸部隊和貨物。當天下午，她完成了卸貨作業，開始航行，並於 1 月 30 日返回萊特島。
該船一直停留在萊特島，直到 2 月 2 日前往瓜達爾卡納爾島。在途中，她收到命令將她轉移到新幾內亞米爾恩灣，她於 2 月 10 日抵達那裡。在裝載了11艘LCM後，她於13日離開米爾恩灣，並於15日抵達瓜達爾卡納爾島。在那裡，她在第 18 運輸中隊 (TransRon 18) 報到。2月27日，她離開瓜達爾卡納爾島，前往拉塞爾群島，与美國海軍陸戰隊第1師的部隊進行兩棲訓練。3 月 15 日，她離開拉塞爾群島，最終前往冲绳。途中，她在烏利西停留了六天，然後繼續前往琉球群岛。

#### 冲绳
懷特馬什號和她的师友于 3 月 31 日至 4 月 1 日夜间抵达冲绳附近海域。一大早，她就下船前往冲绳登陆。船坞登陆舰再次完成下岸过程后抛锚抛锚，开始登陆艇维修任务。在她在冲绳逗留的两个月里，敌人的空中活动很频繁，但“懷特馬什號”只在 4 月 6 日、12 日和 15 日这 3 次与日本飞机交战，并声称击中了其中两名袭击者。
6月3日，该船离开冲绳前往莱特岛。她于6月8日进入圣佩德罗湾并在那里停留了三天。 11日，该船移至马尼卡尼岛，在那里装载了六艘机动鱼雷艇及其船员，准备前往冲绳。她于6月15日离开马尼卡尼，并于19日抵达克拉马雷托。该船在接下来的两天内卸载了货物和人员，并于22日开始前往菲律宾的航行。她于 6 月 27 日抵达莱特岛并开始一段供应期。
“懷特馬什號”一直留在莱特岛，直到 7 月 14 日启程回家。该船于7月21日在埃尼威托克停靠，装载货物和乘客，恢复航行，并于7月29日抵达欧胡岛。她只在那里呆了一夜，第二天就启程前往西海岸。该船于 7 月 29 日抵达旧金山，并在日本于 8 月中旬投降时在那里接受维修。

#### 战后服役
懷特馬什號于8月26日启航前往阿留申群島，并于9月3日抵达埃达克岛，但第二天再次出发，前往日本本州岛。她于9月11日进入大凑港，并在北日本占领军的后勤支援小组报到，担任小型船只修理船和浮船池，直到11月25日离开日本返回日本。美国。
她经由珍珠港航行，于 12 月 15 日抵达加利福尼亚州圣佩德罗。从那里，她继续通过巴拿马运河前往新奥尔良，在大西洋舰队中短暂服役，然后于 1946 年 3 月在诺福克海军基地退役，并开始在那里存放四年半。

### 1950年–1960年
1950 年 11 月 8 日——作为海军扩充现役部队的一部分，以满足朝鲜战争期间日益增长的需求——“懷特馬什號”被重新任命。从重新启用到 1954 年初期间，她交替两次部署到第六舰队和沿东海岸的大西洋舰队服役。

#### 与冰山相撞
1953 年夏天，“懷特馬什號”與一支運輸船特遣隊一起航行，該任務組攜帶起重機和其他設備前往拉布拉多和格陵蘭島，開展藍鼻行動。 在拉布拉多附近，在前往格陵蘭島圖勒的途中，水域充滿了從北大西洋流出的大塊冰。 7 月 9 日，一艘破冰船率領一小隊船隻。 一艘運兵船緊隨破冰船後方，“懷特馬什號”緊隨其後。 一塊巨大的冰在“懷特馬什號”的右舷側泵房上撕開了 40 英尺長的傷口。 三名男子勉強逃出了受損的房間，船立即右舷傾斜六度。
海軍派出一艘救援船前往協助“懷特馬什號”。 作為 LSD，“懷特馬什號”擁有壓載艙，可以將其放入水中進行裝載。 為了協助緊急修復工作，壓載艙被用來將船受損的一側從水中抬起。 在保持 14 度傾斜度的同時，木匠們使用他們能找到的任何木材建造了一個木製圍堰。 在海軍潛水員的協助下，圍堰被緊緊地吊在船上。 大壩上使用了救生衣，使其具有一定的防水性。 潛水泵幾乎一直有人值班。 大壩和泵使受損區域保持足夠乾燥，以便焊工去除受損金屬並將鋼板焊接到船體的切口上。 隨後，船員將受損船隻開往拉布拉多的薩格萊克灣。
LSD 阿什蘭號 (LSD-1) 奉命從格陵蘭島圖勒駛往拉布拉多，以救援“懷特馬什號”。 阿什蘭號於 1953 年 7 月 10 日出發，由美國海岸警衛隊破冰船 USCGC Westwind (WAGB-281) 和另一艘破冰船 USS Atka (AGB-3) 護航，但由於巨大的冰層，沒有抵達加入薩格萊克灣(Saglek Bay) 港口的“懷特馬什號” 將於7 月21 日開放。 當阿什蘭到達時，薩格萊克的聖約翰港除了一座擱淺的冰山外沒有冰。 暫時修復“懷特馬什號”的狂熱努力仍在繼續。 7 月 22 日，“懷特馬什號”上的水下爆破隊人員和美國陸軍人員轉移到阿什蘭。 裝備從白沼的超級甲板轉移到阿什蘭的超級甲板，必須等到白沼能夠恢復原狀。 “懷特馬什號”最終於 7 月 24 日下旬恢復正常，其餘設備隨後被轉移到阿什蘭。 臨時補丁到位後，“懷特馬什號”得以順利抵達巴爾的摩的一家造船廠，最終需要超過 60 萬美元的維修費用。 事件發生後不久，艦上的船員就收到了指揮官的讚揚，將艦艇的倖存歸功於“全體船員的綜合思想、聰明才智、主動性和辛勤工作。”。 

#### 转移到太平洋舰队
1954年1月，懷特馬什號的母港改为圣迭戈海军基地；该舰被重新分配给太平洋舰队。 1954年1月至1956年9月期间，船坞登陆舰两次部署到西太平洋，进行两栖演习，并访问香港、横须贺等远东港口。当没有部署到东方时，她在圣地亚哥执行例行行动。

#### 最后的美国海军服役
1956 年 9 月，“懷特馬什號”再次退役；但她仍然活跃，以“懷特馬什號”为军事海上运输服务(MSTS) 服务“懷特馬什號”(T-LSD-8)由公务员人员驾驶。这一职责一直持续到 1960 年 11 月，随后她被借调到中华民国。
“懷特馬什號”因二战服役而获得四颗战斗星章。